# Joe Paterno

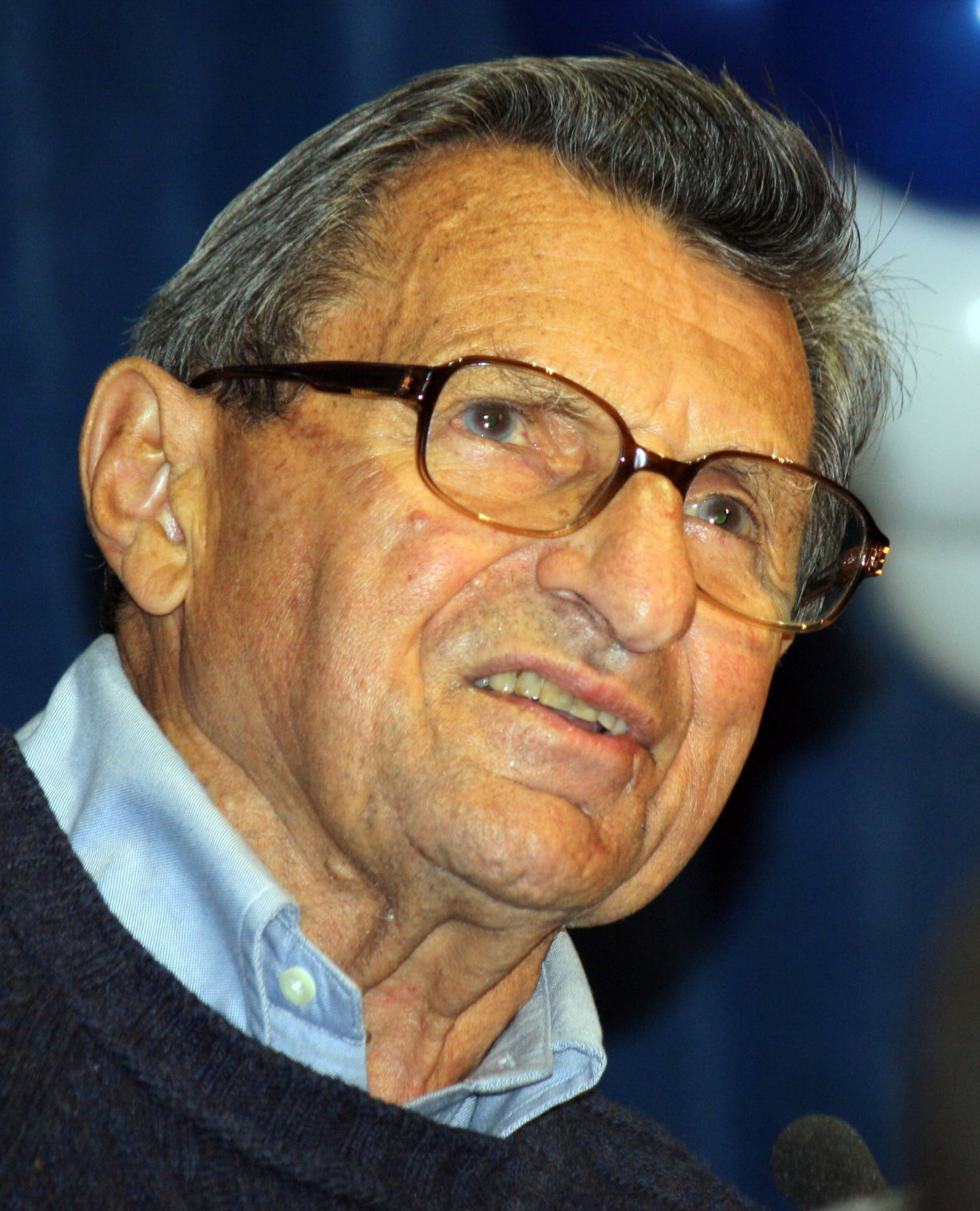
Joe Paterno (2012)

Joseph Vincent „Joe“ Paterno (* 21. Dezember 1926 in Brooklyn, New York; † 22. Januar 2012 in State College, Pennsylvania) war einer der erfolgreichsten US-amerikanischen American-Football-Trainer im College-Football.

## Leben
Paterno studierte an der Brown University und spielte dort unter anderem als Quarterback American Football.
Paterno trainierte von 1966 bis 2011 die Footballmannschaft der Pennsylvania State University. Von 1950 bis 1965 war er dort als Assistenztrainer tätig. Nachdem er 1986 die Nationale Meisterschaft der NCAA zum zweiten Mal gewonnen hatte, wurde Paterno von der US-amerikanischen Zeitschrift Sports Illustrated als Sportsman of the Year ausgezeichnet.
Er konnte mit seiner Mannschaft 409 Spiele gewinnen, mehr als jeder andere Trainer vor ihm. Dabei gewann er mit seiner Mannschaft zwei Mal die College Football National Championship und drei Mal die Meisterschaft der Big Ten Conference. Allerdings wurden im Zuge der Ermittlungen wegen Kindesmissbrauchs am 23. Juli 2012 insgesamt 112 Siege in der Zeit von 1998 bis 2011 durch die NCAA aberkannt. Somit reduziert sich die Anzahl der Siege auf 298 und Paterno fiel vom ersten Rang auf den fünften zurück.

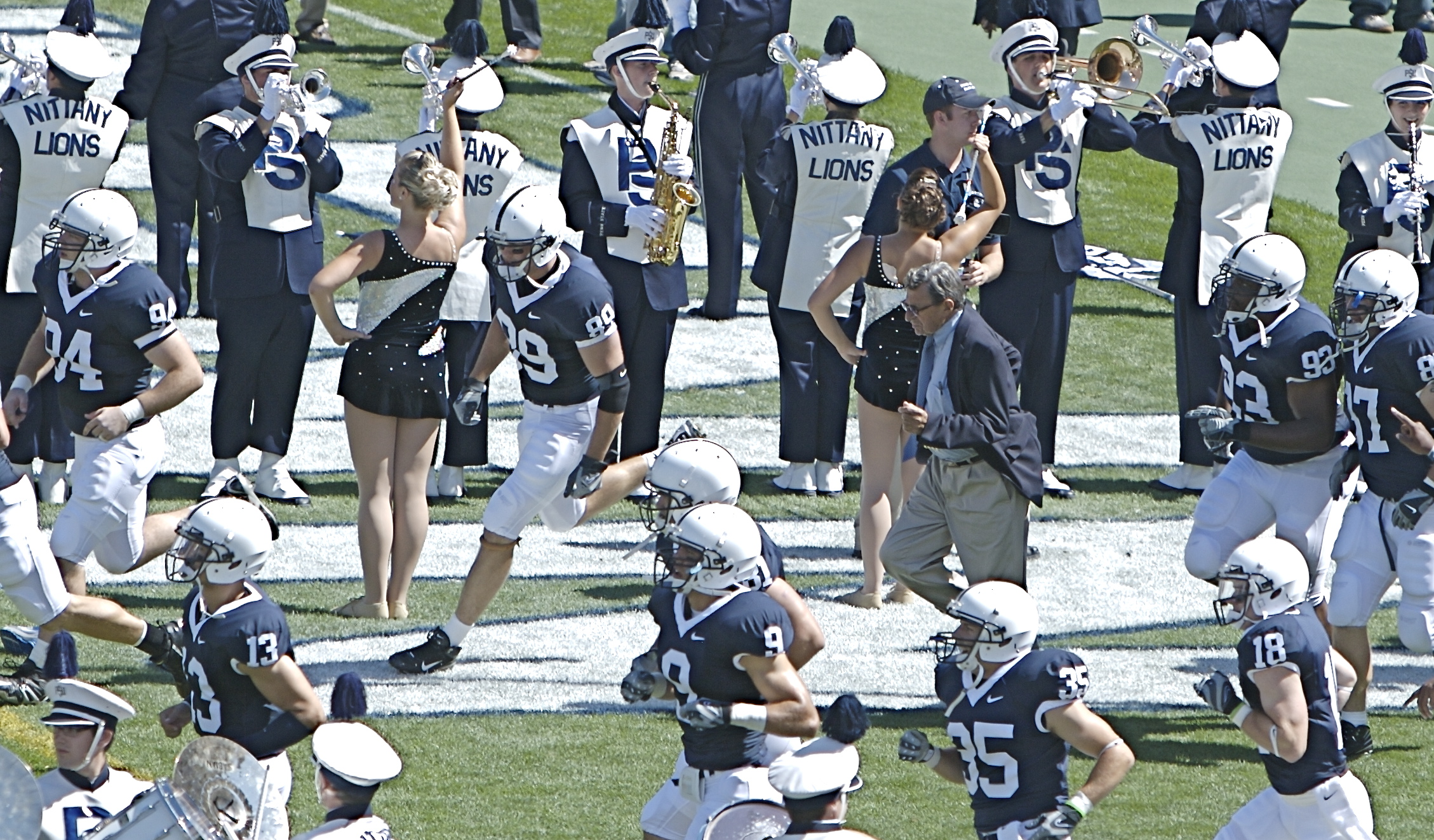
Joe Paterno beim Einlauf der Nittany Lions 2007

2007 wurde Paterno in die College Football Hall of Fame aufgenommen.
Im Laufe von Ermittlungen wegen Kindesmissbrauchs gegen seinen ehemaligen langjährigen Defensive Coordinator, Jerry Sandusky, gab Paterno am 9. November 2011 bekannt, dass er zum Ende der laufenden Saison das Traineramt aufgeben und in den Ruhestand gehen werde. Wenige Stunden später wurde er jedoch von der Pennsylvania State University mit sofortiger Wirkung entlassen. Gegen Paterno selbst wurde nicht ermittelt, da er sich rechtlich korrekt verhalten habe, als er die auslösende Beobachtung eines Vorfalls im Jahr 2002 auf dem Campus der Uni durch seinen Assistenztrainer, Mike McQueary, zeitnah an den Sportdirektor Tim Curley und den Vizepräsidenten der Universität Gary Schultz weitergab.
Neben einer 60-Millionen-Dollar-Strafe und einer vierjährigen Sperre für Bowl-Spiele wurden der Universität alle seit dem Jahr 1998 errungenen Siege aberkannt. Nach einer rechtlichen Einigung 2015, im Rahmen einer Klage gegen die NCAA, hob sie diese Entscheidung wieder auf und erkannte alle Siege Paternos wieder an.
Er starb an den Folgen seiner Lungenkrebserkrankung.